# Robert Šoko
Robert Šoko (auch Robert Soko; * 1970 in Zenica, SR Bosnien und Herzegowina, SFR Jugoslawien) ist ein bosnisch-deutscher DJ, Musikproduzent, Kurator, Veranstalter und Grafikdesigner. Er gilt als Begründer des Musik- und Partyprojekts BalkanBeats, das traditionelle Musikstile des Balkans mit modernen Club- und Dancefloor-Elementen verbindet und international etabliert hat.

## Leben und Karriere
Šoko wuchs in Zenica auf und wurde früh durch Punk, Rock und die Musik des ehemaligen Jugoslawiens geprägt. 1990 verließ er seine Heimat und zog zunächst in die Niederlande, später im selben Jahr nach Berlin. Dort arbeitete er unter anderem als Bauarbeiter, Taxifahrer sowie als Moderator und Sprecher für die Deutsche Welle. Seine Karriere als DJ begann Šoko 1993 im Berlin-Kreuzberger Club Arcanoa. Ursprünglich legte er für eine kleine Community von Ex-Jugoslawen Musik aus Rock, Punk und Pop ihrer Heimat auf, was er selbst als „Culture Recycling“ bezeichnete. Mit der Zeit integrierte er immer mehr traditionelle und moderne Balkanmusik in seine Sets.

### BalkanBeats
Um die Jahrtausendwende prägte Šoko den Begriff „BalkanBeats“ und entwickelte daraus ein musikalisches Konzept, das Balkan-Folk, Roma-Musik, arabische Musik, Blasmusik, Electro, Ska und Dancefloor-Beats miteinander verbindet. Die von ihm organisierten Veranstaltungen entwickelten sich zu einem internationalen Phänomen und beeinflussten die Clubszene in Berlin, Paris, London und weiteren Städten weltweit. Er hat neben sieben veröffentlichten Alben über 500 BalkanBeats-DJ-Sets sowie mehr als 300 Veranstaltungen weltweit organisiert. Seine Arbeit trug wesentlich dazu bei, Balkanmusik auf internationalen Bühnen zu etablieren und einem jungen, globalen Publikum näherzubringen.

## Privates
Šoko lebt in Berlin und Pula. Er spricht Kroatisch, Serbisch, Bosnisch, Englisch und Französisch.

## Diskografie
- 2005: BalkanBeats Vol. 1
- 2006: BalkanBeats Vol. 2
- 2007: Balkan Brass Noir
- 2008: BalkanBeats Vol. 3
- 2009: Balkan Beats – A Night in Berlin
- 2012: BalkanBeats Soundlab